# RES Awards
De RES Awards zijn jaarlijkse Vlaamse architectuurprijzen die worden uitgereikt door The Real Estate Society (RES vzw), een vereniging van alumni van de master in real estate van de Antwerp Management School (Universiteit Antwerpen). De prijzen werden voor het eerst uitgereikt in 2018.

## Winnaars
2018
- Best Development for Institutional Investors: Herman Teirlinckgebouw (Brussel)
- Best Residential Development: Groen Kwartier (Antwerpen)
- Best (Semi-)Public Development: De Krook (Gent)

2019
- Best Development for Institutional Investors: hoofdkantoor CERA (Leuven)
- Best Residential Development: Chocoladefabriek Rosmeulen (Tongeren)
- Best (Semi-)Public Development: Tivoli GreenCity (Brussel)

2020
- Best Commercial Development: Gare Maritime (Brussel
- Best Residential Development: Cohousing BotaniCo (Leuven)
- Best (Semi-)Public Development: Handelsbeurs (Antwerpen)